# Polypauropus bornemisszai
Polypauropus bornemisszai är en mångfotingart som beskrevs av Paul Auguste Remy 1961. Polypauropus bornemisszai ingår i släktet Polypauropus och familjen Polypauropodidae. Inga underarter finns listade i Catalogue of Life.